# 查德·勒克洛
查德·勒克洛（英语，1992年4月12日—），南非男子游泳運動員。曾在2012年夏季奥林匹克运动会以1分52.96秒成績擊敗名將米高·菲比斯奪得200公尺蝶式金牌。他在世錦賽和大英國協運動會都曾經奪金，他為大英國協運動會50公尺和100公尺蝶式紀錄保持人。